# Escala de Autoavaliação da Depressão de Zung
A Escala de Autoavaliação da Depressão de Zung foi elaborada pelo psiquiatra William W.K. Zung MD (1929-1992) da Universidade Duke para avaliar o nível de depressão em pacientes com diagnóstico de transtorno depressivo.
- 20-44 Faixa Normal
- 45-59 Levemente deprimido
- 60-69 Moderadamente deprimido
- 70 ou mais Severamente Deprimido

A Escala da Depressão de Autoavaliação de Zung foi traduzida para vários idiomas, incluindo árabe, azerbaijano, holandês, alemão, português  e espanhol.